# كوجرانواله
كوجرانواله (بالأردية: گوجرانوالہ)، هي مدينة صناعية في الشمال الشرقي لإقليم البنجاب. وهي سابع أكبر مدينة في باكستان بعدد سكان يبلغ تقريبًا 2661360 حسب إحصاء 24 يونيو 2011 (قدر عدد سكانها بـ 1415711 نسمة عام 2006 و2569090 نسمة في 4 فبراير 2011). وتقع كوجرانواله عند الدرجة 32.16 شمالاً درجة و74.18 درجة شرقًا وترتفع 226 مترًا (744 قدمًا) فوق مستوى سطح البحر. وتتشارك الحدود مع غاكار ماندي وأليبور تشاثا وكامونكي وبعض المدن والقرى الصغيرة. البنجابية هي اللغة المحلية، ولكن اللغتان الإنجليزية والأردية منتشرتان أيضًا، خاصة في المدارس والمكاتب.
وبسبب الطرق الواسعة وخطوط السكك الحديدية، ازدهرت المدينة في الأسواق الصناعية والزراعية. وتقع المدينة على طريق جراند ترانك، الذي يسمح بالاتصالات اللوجستية إلى العواصم الإقليمية مثل بشاور ولاهور وكذلك إلى إسلام آباد عاصمة باكستان. وتقع بين مديننتي لاهور وكجرات. مراكزها الصناعية صغيرة ومتوسطة. وتعرف كوجرانواله بإنتاجها الكبير من قصب السكر والشمام والحبوب للتصدير الدولي. حيث تصدر كوجرانواله واحدًا من أجود أنواع الأرز في العالم. وقد أنشأت المدينة العديد من المراكز التجارية والصناعية مما سمح بتصنيع الخزف, والمراوح والمفاتيح الكهربائية والأدوات الهندسية والآلات الزراعية/آلات حرث الأرض والصلب وأدوات المائدة والآنية الفخارية والخزائن الحديدية والأدوات المعدنية والأواني والمنسوجات والكنزات الصوفية والتركيبات الصحية وصناعة دبغ الجلود. وقد أخرجت المدينة بعضًا من خيرة المصارعين ورياضيي كمال الأجسام في شبه القارة، وهو الأمر الذي أدى إلى تلقيب المدينة باسم «مدينة المصارعين» أو Phelwana da shehar في البنجابية. كما تعد المدينة مسقط رأس الملك الأسطوري السيخي المحارب، رانجيت سينغ (Ranjit Singh).

## وصلات خارجية
- Army Public School And College System Gujranwala
- GujranwalaPost Gujranwala's First Online Newspaper
- Gujranwala History نسخة محفوظة 14 مايو 2012 على موقع واي باك مشين.
- Gujranwala TV
- Gujranwala Times Daily News Online
- Article on Gujranwala from the 1911 Encyclopædia Britannica